# Григоров переулок (Калуга)
Григоров переулок — улица в исторической части Калуги, проходит от Воскресенской улицы до улицы Луначарского. Протяжённость улицы около 280 м.

## История
Градостроительным планом 1778 года предусмотрен не был, но вскоре планы были скорректированы. Историческое название — Григоровский, по имени местного домовладельца. С установлением советской власти был переименован в честь Веры Засулич (1849—1919).
Историческое название, в несколько изменённом виде, было возвращено улице в 1991 году
В 1992 году был учреждён клуб-музей «Дом мастеров», открывшийся для посетителей в том же году

## Достопримечательности
Дом купцов Астаховых
Дом В. И. Соколова (последняя треть XIX века)

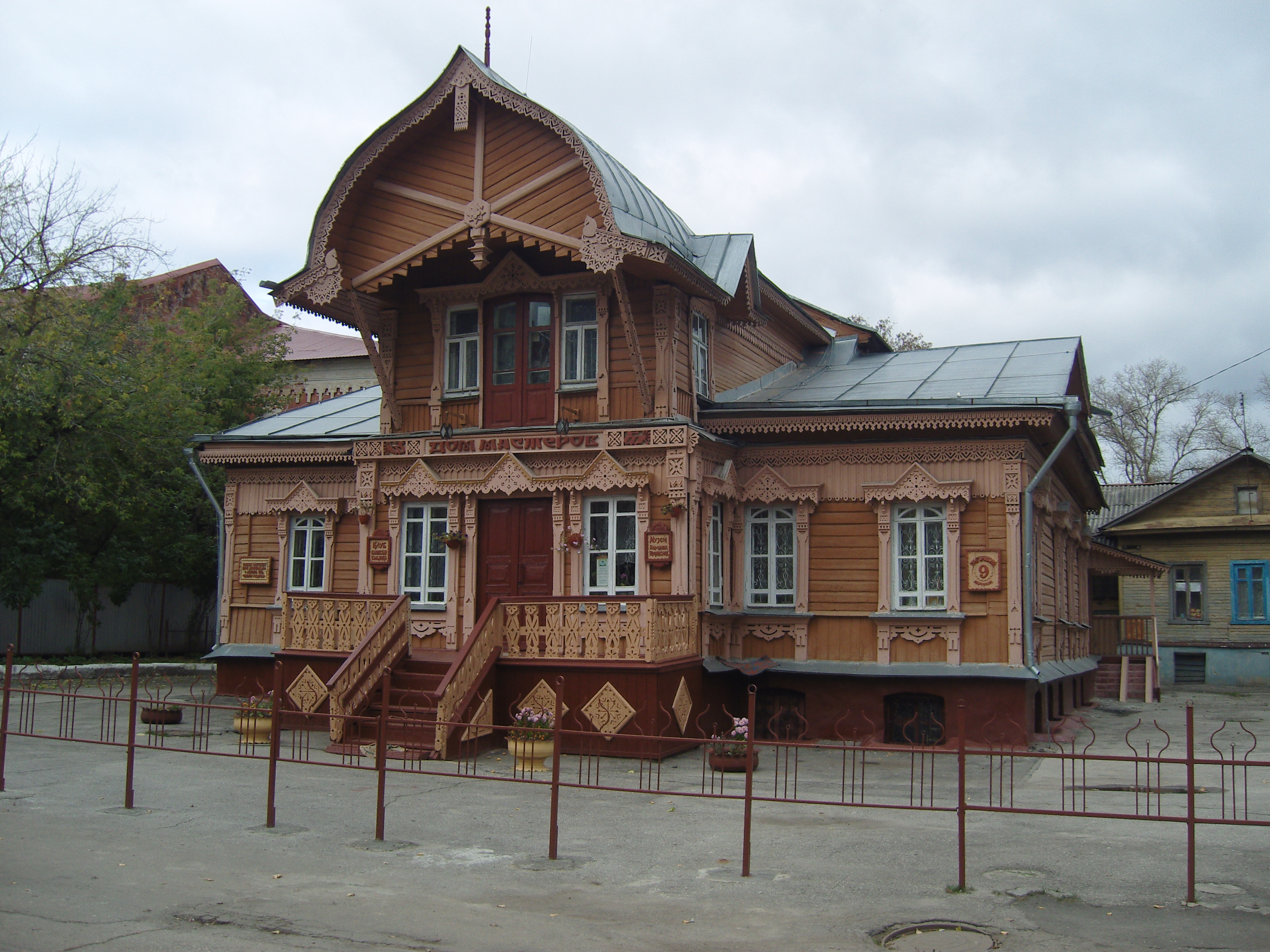
Дом мастеров

д. 9 — Дом мастеров (Усадьба Боряевых-Слесаревых).
д. 12 — Городская усадьба
д. 14 — Городская усадьба
Жилой дом К. Ф. Торубаева (1794 год), угол с улицей Луначарского